# Caldarola
Caldarola är en ort och kommun i provinsen Macerata i regionen Marche i Italien. Kommunen hade 1 710 invånare (2018).